# Gökhan Kırdar
Gökhan Kırdar (* 2. Juni 1970 in Aydın, Türkei) ist ein türkischer Musiker und Produzent.

## Leben und Karriere
Seit 1988 lebt er in Istanbul. 1995 begann er ein Studium der Musikwissenschaft an der Universität des 9. September. 1997 gründete er seine Firma Loopus Entertainment.
In den 2000er Jahren machte er sich vor allem durch die von ihm produzierte Musik für die Kurtlar Vadisi-Reihe aufmerksam.
Mittlerweile sind auch seine neu aufgelegten ersten Alben erfolgreich.

## Diskografie

### Alben
- 1994: Serseri Mayın
- 1995: Tutunamadım
- 1997: Trip
- 2002: Ethnotronix
- 2004: Keyf/Pleasure
- 2020: Dem İ Oz

### Soundtracks
- 2005: Yağmur
- 2005: Üstüme Basıp Geçme

### Kompilationen
- 2005: Yerine Sevemem - Best Of Jenerik Vol.1

### Singles (Auswahl)
- 1994: Yerine Sevemem
- 1994: Fayton
- 1995: Üstüme Basıp Geçme
- 2020: Bu Aşk

## Filmografie (Auswahl)
- 2003–2005: Tal der Wölfe (Kurtlar Vadisi, Fernsehserie)
- 2004: Yabancı Damat (Fernsehserie)
- 2004: Haziran Gecesi (Fernsehserie)
- 2006: Tal der Wölfe – Irak (Kurtlar Vadisi – Irak, Film)
- 2007: Kurtlar Vadisi Terrör (Fernsehserie)
- 2007–2016: Tal der Wölfe – Hinterhalt (Kurtlar Vadisi Pusu, Fernsehserie)
- 2008: Pars Narko Terrör (Fernsehserie)
- 2009: Tal der Wölfe – Gladio (Kurtlar Vadisi Gladio, Film)